# Himmel und Erde
Himmel und Erde (ripuarsky Himmel un Ääd, doslova „Nebe a země“) je specialita německé kuchyně, rozšířená především v Severním Porýní-Vestfálsku, Dolním Sasku a dříve také ve Slezsku. Nejstarší doložené recepty pocházejí z 18. století.
Pokrm se připravuje z brambor a jablek, které se nakrájí na kostky a společně uvaří doměkka, omastí máslem a dochutí octem, cukrem a solí. Podává se teplý jako příloha k masu a uzeninám, nejčastěji k pečenému jelitu a orestované slanině s cibulí.
Název jídla vyjadřuje symbolické spojení nebe (jablka rostoucí na stromech) a země (ze které se vyorávají brambory, v Německu známé také pod lidovým názvem Erdapfel — zemní jablko).